# Jeannette Young
Pour les articles homonymes, voir Young.
 Jeannette Rosita Young est une médecin et administratrice australienne née en 1963. Elle occupe la fonction de gouverneur du Queensland depuis le 1er novembre 2021. De 2005 à 2021 elle occupe le poste de médecin-chef de la santé du Queensland,.

## Carrière
Jeannette Young est née en 1963 à Sydney (Nouvelle-Galles du Sud). Elle fréquente l'école secondaire St Ives High School jusqu'en 1980. Elle poursuit ses études à l'Université de Sydney. Elle y obtient les diplômes du baccalauréat en médecine et du baccalauréat en chirurgie en 1986. Elle commence sa carrière comme médecin à l'hôpital Westmead de Sydney en 1986. Elle y effectue son internat puis une année comme médecin résident. Elle occupe ensuite le poste de médecin-chef des urgences pendant 4 ans et demi. En juillet 1992 elle est affectée à l'administration médicale du même hôpital.
Elle part dans le Queensland en décembre 1994 après sa nomination au poste de directrice des services médicaux de l'hôpital de Rockhampton. En avril 1995, elle obtient une maîtrise en administration des affaires à l'Université Macquarie. En janvier 1999 elle prend le poste de directrice exécutive des services médicaux de l'hôpital Princess Alexandra de Brisbane.
Le 17 août 2005, elle succède à Gerry FitzGerald au poste de médecin-chef de la santé du Queensland. Le public la connait au cours de la pandémie de COVID-19 en 2020 avec les nombreux points de presse qu'elle tient au sujet de la maladie. A cette époque, elle recommande au gouvernement Palaszczuk de fermer les frontières de l'État. Cette fermeture est controversée et lui vaut de nombreuses menaces de mort ; elle doit être placée sous protection policière en septembre 2020,.
Le 21 juin 2021, la Première ministre de l'époque, Annastacia Palaszczuk, annonce que Jeannette Young deviendrait le 27e gouverneur du Queensland. Le gouverneur sortant, Paul de Jersey, devant prendre sa retraite en juillet 2021, mais il est prolongé jusqu'en novembre pour permettre à Jeannette Young de se s'occuper du déploiement du vaccin COVID-19 en tant que médecin-chef de la santé.

## Distinctions
|  | Compagnon de l'Ordre d'Australie (AC)  | Honneurs à l'occasion de l'anniversaire de la reine 2022 pour « services éminents à l'administration de la santé publique, à la médecine et à la recherche médicale, au secteur de l'enseignement supérieur et en tant que 27e gouverneur nommé dans le Queensland ». | 12 juin 2022    |
|  | Médaille du service public (PSM)       | Honneurs à l'anniversaire de la reine 2015 pour « service public exceptionnel rendu au Queensland Health ». | 8 juin 2015     |
|  | Dame de Grâce de l'Ordre de Saint-Jean | Nomination avec distinction spéciale en 2022 en tant que Prieur adjoint de l'Ordre vénérable de Saint-Jean. | 21 octobre 2022 |

### Diplômes
- 1986 : Licence en médecine et en chirurgie de l'Université de Sydney
- 1995 : Maîtrise en administration des affaires de l'Université Macquarie

### Bourses d'études
- 2004 : Membre du Collège royal australasien des administrateurs médicaux

### Diplômes honorifiques
- 2015 : Doctorat honoris causa de l'Université Griffith [9]
- 2017 : Doctorat honoris causa de l'Université de technologie du Queensland

### Nominations honorifiques
- 1er novembre 2021, à compter de sa prestation de serment en tant que gouverneur
  -  Armée australienne, colonel régimentaire du Royal Queensland Regiment[10].
  -   Ordre de Saint-Jean, Prieur adjoint de l'Ordre de Saint-Jean[11],[10].
  -   Scouts d'Australie, chef scout des Scouts d'Australie QLD [10]
  -  Royal Australian Air Force  Royal Australian Air ForceCommandant honoraire , Air Commodore du 23e Escadron RAAF [10]